# 신창무
신창무(1992년 9월 17일 ~ )은 대한민국의 축구 선수이며 포지션은 미드필더이다. 현재 K리그1 광주 FC에서 활약하고 있다.

## 클럽 경력
2014년 대구 FC에 입단하여 같은 해 4월 19일 2014 FA컵 2라운드 동의대학교와의 경기에서 프로 첫 골을 기록하였다.
2018년 1월에 상주 상무에 입대하고 2019년 9월 17일에 제대하여 원소속팀 대구 FC에 복귀하였다. 2019년 10월 6일 성남 FC와의 경기에서 후반 추가시간 득점을 기록하며 상주에서 복귀한 이후 첫 득점을 기록했다. 이 골로 팀은 2-1 역전승을 이루었다.
2021년 1월 8일 K리그1 강원 FC로 이적하였다.
2023 시즌을 앞두고 광주 FC로 이적하였다.